# 135980 Scottanderson
135980 Scottanderson è un asteroide della fascia principale. Scoperto nel 2002, presenta un'orbita caratterizzata da un semiasse maggiore pari a 2,8073610 UA e da un'eccentricità di 0,1132178, inclinata di 10,13470° rispetto all'eclittica.